# Natsume Sōseki
Natsume Sōseki (夏目 漱石 Hạ Mục Thấu/Sấu Thạch,  Ngày 9 tháng 2 năm 1867 – Ngày 9 tháng 12 năm 1916), tên khai sinh Natsume Kinnosuke (夏目 金之助 Hạ Mục Kim Chi Trợ), là một nhà văn người Nhật Bản. Nổi tiếng vì thuộc thế hệ những trí thức tinh hoa theo khuynh hướng sáng tạo văn hóa từ cuộc đối đầu phương Đông và phương Tây thời kỳ Meiji (Minh Trị, 1868-1912), là một trong những chủ soái của trường phái văn chương tâm lý cao sang (yoyūha, Dư dụ phái) bút chiến với chủ nghĩa tự nhiên (shizenshugi) trên văn đàn Nhật Bản những năm đầu thế kỷ 20, Natsume Sōseki được các nhà phê bình văn học đánh giá là "một trong ba trụ cột của nền văn học hiện đại Nhật Bản"  cùng với Mori Ōgai (1862-1922) và Akutagawa Ryunosuke (1892-1927).

## Tiểu sử và sự nghiệp
Natsume Sōseki sinh ngày 9 tháng 2 năm 1867 tại Edo, Nhật Bản, chỉ một năm trước khi sự kiện Minh Trị Duy tân được khởi xướng (1868). Sự ra đời của ông không được bố mẹ hoan nghênh vì hoàn cảnh gia đình bắt đầu sa sút và nỗi lo lắng trước sự biến đổi không lường trước của thời đại mới với những đổi thay đến chóng mặt của Nhật Bản theo mô hình phương Tây. Năm ông lên 2 tuổi, Sōseki đã phải rời gia đình đi làm con nuôi cho một gia đình ở Shinjuku, Tokyo. Tuy được cha mẹ nuôi yêu mến, cậu bé vẫn không thôi cảm thấy mình cô độc và mặc cảm. Khi lớn lên, Natsume Sōseki theo học chữ Hán và tiếng Anh để dự thi vào trung học, sớm say mê văn học và đọc nhiều tác phẩm văn chương cổ điển Nhật Bản cũng như những tác phẩm văn học Anh đương thời.
Năm 1888, Natsume Sōseki vào học Khoa tiếng Anh thuộc Trường số 1 của Đại học Đế quốc Tōkyo. Tại đây Sōseki chịu ảnh hưởng lớn từ Thất thảo tập của thi sĩ Masaoka Shiki (1867-1902), một người bạn thân thiết học Khoa tiếng Nhật cùng trường, người sau này được đánh giá là một trong tứ trụ haiku Nhật Bản vì đã có công hoàn thiện thể thơ từ thiền sư thi sĩ Matsuo Bashō và lần đầu tiên đặt tên haiku cho thể loại. Chịu ảnh hưởng ít nhiều từ bạn tâm giao, Natsume Sōseki bắt đầu sáng tác những bài thơ bằng chữ Hán (kanshi, Hán thi) theo thể haiku và lần đầu tiên dùng biệt hiệu Sōseki, một biệt hiệu thể hiện tâm nguyện thay đổi mạnh mẽ thực tại.
Những năm đầu tiên của thế kỷ 20, trong khoảng thời gian từ năm 1900 đến năm 1903, Sōseki du học ở London, Anh Quốc. Năm 1904, Sōseki trở về nước và được nhận vào làm Giáo sư Khoa văn học Trường Đại học Đế quốc Tōkyo. Theo lời khuyên của Takahama Kyoshi, Sōseki bắt đầu tham gia viết bài cho tạp chí Sankai. Tác phẩm Tôi là con mèo (Wagahai wa neko de aru, 1905-1906) của Natsume Sōseki đăng dài kỳ trên tạp chí này đã tạo dựng tên tuổi cho ông. Cũng trong những năm này, Sōseki lần lượt cho ra mắt các truyện ngắn và truyện vừa như Tháp London (Rondonto, 1905), Ký sự Cairo, Bảo tàng Carain (Karain Hakubutsukan, 1905), Chiếc mộc hư ảnh, rồi Gối cỏ (Kusamakura, 1906). Đặc biệt tác phẩm Cậu ấm (Botchan, 1908) đã mang đến cho Sōseki danh tiếng rực rỡ. Thành công trên văn đàn giúp Sōseki quy tụ xung quanh mình được nhiều đệ tử và tạo dựng Trường phái Sōseki.
Năm 1907, Sōseki vào làm việc cho tờ nhật báo Asahi Simbun, một trong những báo quan trọng nhất của Tokyo. Sau truyện Hoa mào gà, hầu hết các tác phẩm sau đó của Sōseki đều in trên tờ Asahi Simbun.
Từ năm 1908, Sōseki bị tái phát bệnh thần kinh ông mắc phải từ thời kỳ còn du học ở London, thêm vào đó ông còn bị những cơn đau dạ dày triền miên hành hạ. Tuy vậy, Sōseki vẫn tiếp tục viết không ngừng nghỉ trong nỗ lực chạy đua với tử thần và lần lượt những tác phẩm xuất sắc nảy sinh từ mỹ cảm truyền thống yojo (dư tình) và mono no aware (bi cảm, cảm xúc xao xuyến trước những bi ai não lòng của sự vật) ra đời như Cánh cửa (Mon, 1910), Người đi đường (Kōjin, 1913), Trái tim (Kokoro, 1914), Cỏ ven đường (Michikusha, 1915).
Ngày 9 tháng 12 năm 1916, Natsume Sōseki qua đời vì bị thủng dạ dày trong khi vẫn đang viết dở dang một trong những tác phẩm lớn nhất đời ông, cuốn Sáng tối (Meian).

## Thành tựu nghệ thuật
Là một người vừa say mê nền văn hóa, văn học cổ điển Nhật Bản và thể thơ haiku, vừa thành thạo văn học Anh, Natsume Sōseki đại diện cho một thế hệ những nhà văn Nhật Bản tinh hoa ra đời và trưởng thành trong bối cảnh sự đối đầu giữa văn hóa phương Đông với phương Tây đang len lỏi vào mọi ngõ ngách của đời sống xã hội Nhật Bản. Được ấp thụ cả nền giáo dục Tokugawa cổ xưa và cả văn chương Tây phương hiện đại, những nhà văn của thế hệ này, như Nagai Kafū (1879-1959), Tanizaki Jun’ichirō (1886-1965), Mori Ōgai (1862-1922), Arishima Ikuma (1882-1974), Kinoshita Mokutarō (1885-1945), Akutagawa Ryunosuke (1892-1927), ...
Nhờ tài năng sáng chói đã vượt lên trên những hỗn loạn của hoàn cảnh giao thời để sáng tạo được những sản phẩm văn hóa mang âm hưởng của thời đại. Cùng Mori Ōgai và Masaoka Shiki, Sōseki cũng là nhà văn tiên phong trong phong trào đấu tranh chống chủ nghĩa tự nhiên (shizeshugi) Nhật Bản, một khuynh hướng quy tụ những cây bút trẻ địa phương sáng tác theo phong cách thông tục thuần túy (genbun itchi) đang ở giai đoạn suy thoái, bằng nỗ lực sáng tạo những tác phẩm văn chương "chan chứa cảm tình khiến người đọc phải bồi hồi xúc động, lưu luyến khó quên, hoặc nói cách khác, đọc một lần rồi thì lời văn nằm lại mãi trong lòng mọi người"  theo phái tâm lý cao sang Dư dụ phái (yoyūha). Di sản sáng tác của Sōseki rất đồ sộ, đa dạng và đặc sắc bao gồm nhiều tiểu thuyết, truyện ngắn kỳ ảo, thơ haiku và các tiểu luận văn chương: kiệt tác châm biếm, đả kích sự lố lăng của thời đại Tôi là con mèo (Wagahai wa neko de aru, 1905-1906) với hình tượng một con mèo nằm lắng nghe một cách chăm chú các nhà khoa học tranh cãi trong căn phòng của giáo sư Kusami, thực chất là một thảo luận về triết học và nghệ thuật; tiểu thuyết Cậu ấm (Botchan, 1908) kể về một giáo viên trung học vụng về trước sự thay đổi của thời cuộc, là một trong những cuốn sách nhiều độc giả nhất mọi thời đại và hiện nay vẫn còn bán rất chạy. Tác phẩm Cỏ ngu mỹ nhân (Gubujinsō, 1908) gây ấn tượng sâu lắng cho độc giả với phong cách văn chương rất nhẹ nhàng, duyên dáng; và Tam Tứ Lang (Sanshirō, 1908) viết về nhân vật cùng tên, thể hiện chân dung toàn hảo nhất về lớp trẻ Nhật Bản trong giai đoạn giao thời.
Ở những tiểu thuyết và truyện ngắn về sau, Sōseki nhấn mạnh đặc biệt yếu tố xúc cảm trong sáng tạo nghệ thuật. Lần lượt nhiều tiểu thuyết tâm lý ra đời với những cuộc tình tay ba là đề tài chủ đạo, như Cánh cửa (Mon, 1910), Người đi đường (Kōjin, 1912-1913), Trái tim (Kokoro, 1914), tiểu thuyết nửa tự truyện Cỏ ven đường (Michikusa, 1915) và tác phẩm còn dang dở Sáng tối (Meian) mà chỉ riêng những phần đã viết cũng được đánh giá là tác phẩm hay nhất của Sōseki và là tiểu thuyết tâm lý Nhật Bản hay nhất từng được viết ra . Những tác phẩm này, với phong cách đi từ trang nhã, hoa mỹ và lộng lẫy nhất tới giản dị và thông tục một cách trong sáng, thể hiện một cách trữ tình tình yêu của lớp trẻ đương thời.
Trên lĩnh vực lý luận văn học, phong cách Natsume Sōseki là ví dụ điển hình cho sự hòa trộn tri thức lý luận của cả phương Đông lẫn phương Tây bằng việc dùng kiến thức văn học Anh để tạo dựng lý thuyết văn chương cho chính mình và những đồ đệ theo trường phái mà ông khởi xướng. Những tác phẩm lý luận Văn học luận (Bungakuron, 1907), Văn học bình luận (Bungaku hyoron, 1909), tiểu luận Kỷ nguyên ánh sáng của nước Nhật Bản hiện đại (Gendai Nihon no kaida, 1911), Chủ nghĩa cá nhân của tôi (Watashi no kojinshugi, 1915) "tỏ rõ nỗ lực phi thường của ông trong việc đi tìm bản chất của văn học" . Lý luận văn chương của ông thể hiện dưới những phương diện: xem xét quan hệ cuộc sống và những loại hình nghệ thuật, sự nếm trải và đánh giá của nghệ sĩ, các phẩm chất chân-thiện-mỹ trong các hình tượng nghệ thuật, phương thức để sáng tác tiểu thuyết, và tính giáo dục của nghệ thuật. Trong Văn học luận, một cuốn sách được đánh giá là tác phẩm phê bình văn học có tính chất tổng hợp và hệ thống đầu tiên ở Nhật Bản hiện đại, Natsume Sōseki cho rằng văn học có hai yếu tố: tri giác và cảm xúc. Tri giác mà không cảm xúc thì là tri giác trong nhận thức khoa học, cảm xúc mà thiếu tri giác thì đó chỉ là tiền-văn chương. Đây là một nhận định tuyên chiến với lý thuyết của chủ nghĩa tự nhiên vốn chủ trương viết tự thuật bằng phong cách thông tục, hầu như thiếu dấu ấn tư tưởng và tình cảm của các tác giả. Tác phẩm Văn học bình luận của Natsume Sōseki lại thể hiện một nhãn quan đặc biệt với văn học nước ngoài. Thông qua việc phân tích lịch sử Văn học Anh Anh vào thế kỷ 18 trong tác phẩm này, Sōseki nhấn mạnh sự khách quan và cần thiết phải có những chuẩn mực riêng đối với người Nhật để phán xét, đánh giá văn chương ngoại quốc. Những luận điểm này đã đi trước thời đại và phải rất lâu sau khi Natsume Sōseki mất, trải qua gần trọn thế kỷ 20 với khuynh hướng xã hội học dung tục trong nghiên cứu văn học tại nhiều quốc gia, rất nhiều nhà nghiên cứu mới chứng nghiệm được một điều rằng cần thiết phải hòa mình vào nền văn học mà mình muốn nghiên cứu, tìm hiểu, thay vì phán xét nó từ bên ngoài bằng nhãn quan đạo đức tiếp nhận từ nền văn học, văn hóa của dân tộc mình.

## Các bản dịch tiếng Việt
| Năm  | Tựa tiếng Nhật                       | Tựa tiếng Việt          | Người dịch                                                               | Nhà xuất bản |
| ---- | ------------------------------------ | ----------------------- | ------------------------------------------------------------------------ | --- |
| 1905 | 吾輩は猫である Wagahai wa Neko dearu | Tôi là con mèo          | Bùi Thị Loan                                                             | Nhà xuất bản Hội nhà văn, 2011 (bị đình chỉ) |
| 1906 | 坊っちゃん Botchan                   | Cuộc nổi loạn ngoạn mục | Hồng Ngọc, Thanh Dung                                                    | First News & Nhà xuất bản Trẻ, 2011 |
| 1906 | 草枕 Kusamakura                      | Gối đầu lên cỏ          | Lam Anh                                                                  | Phương Nam Book & Nhà xuất bản Hội nhà văn, 2012 |
| 1908 | 夢十夜 Yume Jūya                     | Mười đêm mộng           | An Nhiên (2005) Nguyễn Nam Trân (Vườn cúc mùa thu, 2007)                 | Lần lượt nằm trong các tuyển tập truyện Truyện dịch Đông Tây (Nhà xuất bản Lao động, 2005), Mộng (Nhà xuất bản Trẻ, 2007), Vườn cúc mùa thu (trích đoạn, Nhà xuất bản Trẻ, 2007) |
| 1908 | 三四郎 Sanshirō                      | Sanshirō                | Đỗ Hương Giang                                                           | Tao Đàn & Nhà xuất bản Văn học , 2016 |
| 1914 | こころ Kokoro                        | Nỗi lòng                | Nguyễn Hồ Ngọc Minh, Nguyễn Trọng Dũng, Nguyễn Đức Hiển, Nguyễn Hải Đăng | Đại học FPT Hà Nội 2011 Báo sài gòn 2011 |
| 1907 | それから Sorekara                    | Từ dạo ấy               | Mai Đô                                                                   | Tao Đàn & Nhà Xuất Bản Hội Nhà Văn, 2021 |

## Thông tin thêm

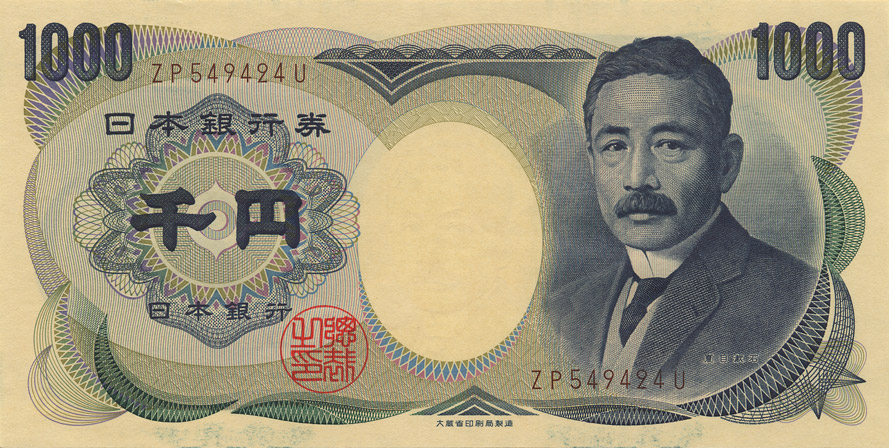
Chân dung Natsume Sōseki trong tờ 1000 Yên

Tôn vinh những cống hiến của Natsume Sōseki cho sự nghiệp hiện đại hóa nền văn học Nhật Bản, chân dung của ông được Chính phủ Nhật Bản in trên đồng tiền giấy một nghìn Yen phát hành xuyên suốt từ năm 1984 đến năm 2004.